# Lex Barker
Pour les articles homonymes, voir Barker.
Alexander Crichlow Barker Jr., dit Lex Barker, né le 8 mai 1919 à Rye et mort le 11 mai 1973 à New York, est un acteur américain, principalement connu pour avoir été l'un des interprètes de Tarzan au cinéma.

## Biographie

### Jeunesse
Second fils d'un riche promoteur immobilier et de son épouse Mariann, Lex Barker est très tôt attiré par une carrière de comédien et au désespoir de ses parents abandonne ses études pour rejoindre une compagnie de théâtre. Il occupe alors de petits rôles. En 1938, il joue à Broadway dans la pièce Les Joyeuses Commères de Windsor de Shakespeare. Il tient également un petit rôle dans la pièce d'Orson Welles Five Kings (Part One) (en) qui, en 1939, dès la première est un échec. Cette même année, il est repéré par la Twentieth Century Fox qui lui propose un contrat, que ses parents refusent de signer (il est encore mineur). Il travaille alors dans une aciérie et étudie la nuit pour devenir ingénieur.
En février 1941, dix mois avant l'attaque de Pearl Harbor, il s'engage dans l'armée. Avec son mètre quatre-vingt-treize et ses cent-quatre kilos, il atteint rapidement le grade de major. Blessé à la tête et aux jambes lors de combats en Sicile, de retour aux États-Unis, il est soigné dans un hôpital militaire en Arkansas.

### Carrière
Démobilisé, Lex Barker se rend à Los Angeles où, très vite, il obtient un petit rôle et apparaît pour la première fois au cinéma dans Doll Face de Lewis Seiler (1945). Il enchaîne alors plusieurs apparitions, avant de décrocher le rôle qui va lui apporter le succès : Tarzan.
Johnny Weissmuller (qui a été le personnage durant seize ans) n'a plus l'âge d'incarner le héros d'Edgar Rice Burroughs et c'est Lex Barker qui lui succède, devenant ainsi le dixième Tarzan à l'écran. Il est "l'homme de la jungle" le temps de cinq films, avant de céder lui-même la place à Gordon Scott.
On le retrouve ensuite dans quelques westerns et films de guerre, mais, trouvant difficilement des emplois aux États-Unis, en 1957, il se tourne vers l'Europe (il parle français, italien, espagnol et un peu l'allemand), où il connaît un regain de popularité et tourne une quarantaine de films. En Italie, il est de la distribution de La Dolce vita de Federico Fellini, dans le court rôle du fiancé alcoolique de l'actrice incarnée par Anita Ekberg.
C'est en Allemagne qu'il obtient ses plus grands succès, avec sa participation, aux côtés de Pierre Brice, à la série des Winnetou, westerns tournés dans les années 1960 d'après les romans de l'auteur saxon Karl May: son rôle de Old Shatterhand, le meilleur ami de l'indien Winnetou, lui donne définitivement un statut d'acteur culte en RFA. Il joue également dans deux films de la série des docteur Mabuse.
En 1966, Lex Barker reçoit le prix Bambi, célébré comme « meilleur acteur étranger ». Toujours en Allemagne, il enregistre deux chansons.
Bien qu'il soit revenu aux États-Unis à l'occasion de quelques apparitions dans des séries américaines, l'Europe et notamment l'Allemagne demeure professionnellement son pays d'adoption pour le reste de sa vie.
Lex Barker meurt le 11 mai 1973, trois jours après son cinquante-quatrième anniversaire, il est victime d'une crise cardiaque dans une rue de New York (alors qu'il se rendait à un rendez-vous avec sa « fiancée », l'actrice Karen Kondazian). Son épouse Maria del Carmen (de laquelle il était séparé) ramena ses cendres en Espagne.

## Vie privée
Lex Barker s'est marié cinq fois :
- Constance Thurlow (1942 - 1950) (divorce)
- Arlene Dahl (1951 - 1952) (divorce)
- Lana Turner (1953 - 1957) (divorce)
- Irene Labhart (1957 - 1962) (jusqu'à la mort de celle-ci)
- Maria del Carmen "Tita" Cervera (1965 - 1972) (divorce non valide, mariage jusqu'à la mort de celui-ci).

De son premier mariage avec Constance Thurlow (1918-1975), il eut deux enfants : sa fille Lynn (1943-2010) et son fils Alexander (1947-2012).
De son quatrième mariage avec Irene Labhart il eut un fils Christopher (1960-)
La fille de Lana Turner accusa Lex Barker de l'avoir violé entre ses 10 et 13 ans lorsqu'il était son beau-père. Lorsque Lana Turner l'apprit elle le mit dehors et divorça.

## Filmographie

### Cinéma
- 1945 : Doll Face de Lewis Seiler : Jack, un garde côte (non crédité au générique)
- 1946 : Voulez-vous m'aimer ? (Do You Love Me) de Gregory Ratoff : un invité (non crédité au générique)
- 1946 : Two Guys from Milwaukee de David Butler : Fred l'huissier, (non crédité au générique)
- 1947 : Ma femme est un grand homme (The Farmer's Daughter) de H. C. Potter : Olaf Holstrom (non crédité au générique)
- 1947 : Feux croisés (Crossfire) d'Edward Dmytryk : Harry
- 1947 : Under the Tonto Rim de Lew Landers : Joe le député
- 1947 : Dick Tracy contre le gang (Dick Tracy Meets Gruesome) de John Rawlins : Chauffeur de l'hôpital (non crédité au générique)
- 1947 : Les Conquérants d'un nouveau monde (Unconquered) de Cecil B. DeMille : un officier (non crédité au générique)
- 1948 : Berlin Express (Berlin Express) de Jacques Tourneur : un soldat (non crédité au générique)
- 1948 : Un million clé en main (Mr. Blandings builds his Dream House) de Henry C. Potter : Contremaître
- 1948 : The Velvet Touch de Jack Gage (en) : Paul Banton
- 1948 : Far West 89 (Return of the Bad Men) de Ray Enright : Emmett Dalton
- 1949 : Tarzan et la fontaine magique (en) (Tarzan's Magic Fountain) de Lee Sholem : Tarzan
- 1950 : Tarzan et la belle esclave (Tarzan and the Slave Girl) de Lee Sholem : Tarzan
- 1951 : Tarzan et la reine de la jungle (en) (Tarzan's Peril) de Byron Haskin : Tarzan
- 1952 : Tarzan défenseur de la Jungle (en) (Tarzan's Savage Fury) de Cy Endfield : Tarzan
- 1952 : Battles of Chief Pontiac de Felix E. Feist : Lt. Kent McIntire
- 1953 : Tarzan et la diablesse (en) (Tarzan and the She-Devil) de Kurt Neumann : Tarzan
- 1953 : La Trahison du capitaine Porter (Thunder Over the Plains) d'André de Toth : Capitaine Bill Hodges
- 1954 : Le Tigre de Malaisie (I misteri della giungla nera) de Gian Paolo Callegari : Tremal Naik
- 1954 : La Montagne jaune (The Yellow Mountain) de Jesse Hibbs : Andy Martin
- 1955 : Tornade sur la ville (The Man from Bitter Ridge) de Jack Arnold : Jeff Carr
- 1955 : Duel sur le Mississippi (it) (Duel on the Mississippi) de William Castle : André Tulane
- 1955 : Le Mystère de la jungle noire de Gian Paolo Callegari : Tremal Naik
- 1956 : Le Prix de la peur (The Price of Fear) de Abner Biberman : Dave Barrett
- 1956 : Brisants humains (Away All Boats) de Joseph Pevney : commandant Quigley
- 1957 : Les Tambours de la guerre (War Drums) de Reginald Le Borg : Mangas Coloradas
- 1957 : The Girl in the Kremlin (en) de Russell Birdwell : Steve Anderson
- 1957 : Jungle Heat (en) de Howard W. Koch : docteur Jim Ransom
- 1957 : Le Tueur de daims (The Deerslayer) de Kurt Neumann : Deerslayer
- 1957 : La Fille aux bas noirs (The Girl in Black Stockings) d'Howard W. Koch : David Hewson
- 1958 : Strange Awakening (en) de Montgomery Tully : Peter Chance
- 1958 : Capitaine Fuoco (Capitan Fuoco) de Carlo Campogalliani : Pietro, detto Capitaine Fuoco
- 1959 : Mission au Maroc (Mission in Morocco) de Anthony Squire : Bruce Reynolds
- 1959 : Le Fils du corsaire rouge (Il figlio del corsaro rosso) de Primo Zeglio : Enrico di Ventimiglia
- 1959 : La Vengeance du Sarrasin (La Scimitarra del Saraceno) de Piero Pierotti : Le Dragon Drakut
- 1960 : La Terreur du masque rouge (Terrore della maschera rossa) de Luigi Capuano : Marco
- 1960 : La Dolce vita de Federico Fellini : Robert
- 1960 : Il cavaliere dai cento volti de Pino Mercanti : Riccardo D'Arce
- 1960 : Les Pirates de la côte (I Pirati della Costa) de Domenico Paolella : Nico
- 1960 : Robin des Bois et les Pirates (Robin Hood e i pirati) de Giorgio Simonelli : Robin des Bois
- 1961 : Le Secret de l'épervier noir (il segreto dello sparviero nero) de Domenico Paolella : capitaine Don Carlos de Herrera
- 1961 : Le Trésor des hommes bleus (El secreto de los hombres azules) de Edmond Agabra : Fred
- 1961 : Le Retour du docteur Mabuse (Im Stahlnetz des Dr Mabuse) de Harald Reinl : Joe Como alias 'Nick Scappio' alias 'Bob Arco'
- 1962 : L'Invisible docteur Mabuse (Die Unsichtbaren Krallen des Dr Mabuse) de Harald Reinl : agent du FBI Joe Como
- 1962 : Frauenarzt Dr. Sibelius (de) de Rudolf Jugert : docteur Sibelius
- 1962 : Le Trésor du lac d'argent (Der Schatz im Silbersee) de Harald Reinl : Old Shatterhand (la série Winnetou : sept films entre 1962 et 1966)
- 1963 : Le Bourreau de Venise (Il boia di Venezia) de Luigi Capuano : Sandrigo Bembo
- 1963 : Frühstück im Doppelbett de Axel von Ambesser : Victor H. Armstrong
- 1963 : Tempête sur Ceylan (Das Todesauge von Ceylon) de Gerd Oswald : Larry Stone
- 1963 : Kali Yug, déesse de la vengeance (Kali Yug, la dea della vendetta) de Mario Camerini : major Ford
- 1963 : Le Mystère du temple hindou (Il Mistero del tempio indiano) de Mario Camerini : major Ford
- 1963 : La Révolte des Indiens Apaches (Winnetou, 1. Teil) de Harald Reinl : Old Shatterhand
- 1964 : Les Cavaliers rouges (Old Shatterhand), de Hugo Fregonese : Old Shatterhand
- 1964 : Victim Five (en) de Robert Lynn (en) : Steve Martin
- 1964 : Au pays des Skipétars (Der Schut) de Robert Siodmak : Kara Ben Nemsi
- 1964 : Le Trésor des montagnes bleues (Winnetou, 2. Teil) de Harald Reinl : Old Shatterhand
- 1965 : Les Mercenaires du Rio Grande (Der Schatz der Azteken) de Robert Siodmak : Dr Karl Sternau
- 1965 : Die Pyramide des Sonnengottes de Robert Siodmak : Dr Karl Sternau
- 1965 : Cinquante millions pour Johns de Peter Bezencenet : Jamie Faulkner
- 1965 : L'Enfer du Manitoba (Die Hölle von Manitoba) de Sheldon Reynolds : Clint Brenner
- 1965 : Mission dangereuse au Kurdistan (Durchs wilde Kurdistan) de Franz Josef Gottlieb : Kara Ben Nemsi
- 1965 : Sur la piste des desperados (Winnetou, 3. Teil) de Harald Reinl : Old Shatterhand
- 1965 : Au royaume des lions d'argent (Im Reiche des silbernen Löwen) de Franz Josef Gottlieb : Kara Ben Nemsi
- 1966 : Wer kennt Johnny R.? (de) de José Luis Madrid : Sam Dobie / Johnny Ringo
- 1966 : Le Carnaval des barbouzes (Gern hab’ ich die Frauen gekillt) d'Alberto Cardone, Louis Soulanes, Sheldon Reynolds et Robert Lynn : Glenn Cassidy
- 1966 : Le Jour le plus long de Kansas City (Winnetou und das Halbblut Apanatschi) de Harald Philipp : Old Shatterhand
- 1967 : Sept fois femme (Woman Times Seven), de Vittorio De Sica : Rik
- 1967 : Mister Dynamit de Franz Josef Gottlieb : Bob Urban / /Mr. Dynamit
- 1967 : Le Vampire et le Sang des vierges (Die Schlangengrube und das Pendel) d'Harald Reinl : Roger Mont Elise / Roger von Marienberg
- 1968 : Le Trésor de la vallée de la mort (Winnetou und Shatterhand im Tal der Toten) de Harald Reinl : Old Shatterhand
- 1970 : Idylle en plein ciel (de) (Wenn du bei mir bist) de Franz Josef Gottlieb : capitaine Hennes Scheider
- 1970 : Aoom de Gonzalo Suárez : Ristol

### Télévision
- 1952:  Poussière rouge (Red Dust), épisode de la série Tales of Tomorrow (saison 1) : Kurt Spencer, commandant de la mission spatiale

## Documentaire
- Andreas G. Wagner, Lex Barker : De Tarzan au playboy de westerns, Allemagne, 2023, 55 min.